# Storesjön (Bergums socken, Västergötland)
Storesjön är en sjö i Göteborgs kommun i Västergötland och ingår i Göta älvs huvudavrinningsområde. Storesjön ligger i Vättlefjäll Natura 2000-område. Sjöns area är 0,011 kvadratkilometer och den befinner sig 96 meter över havet.

## Bilder

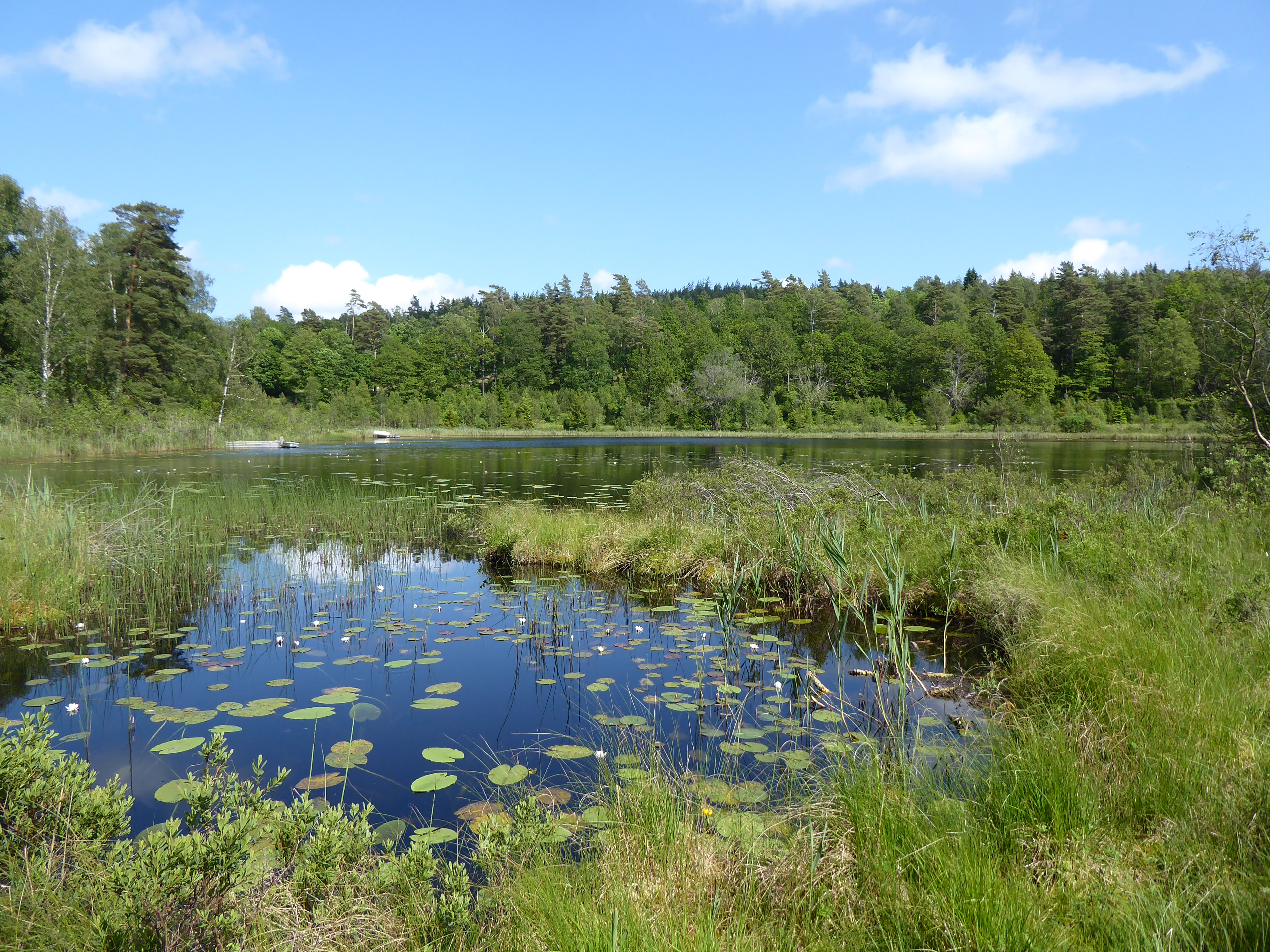
Storesjön västerifrån
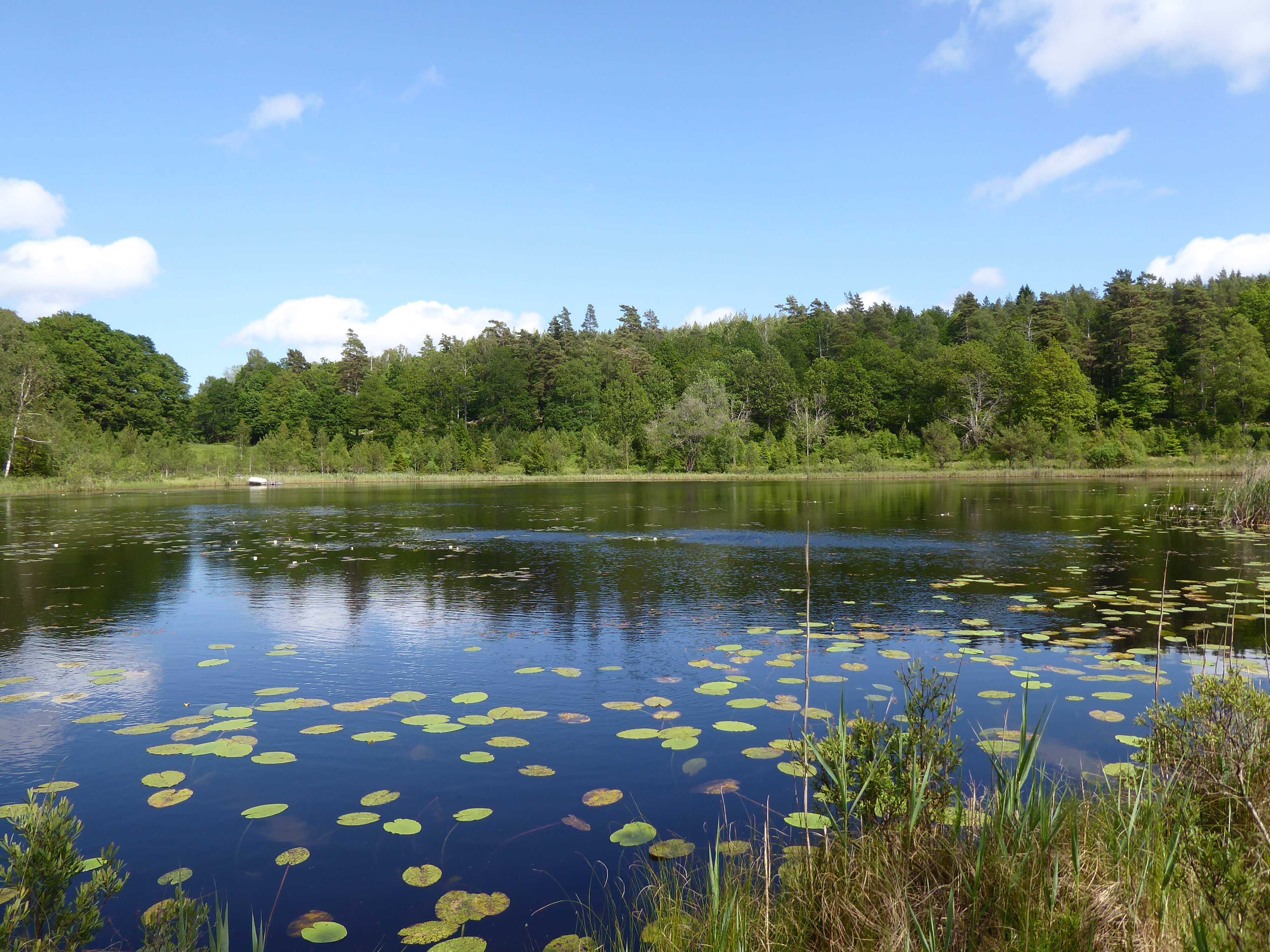
Storesjön från sydväst
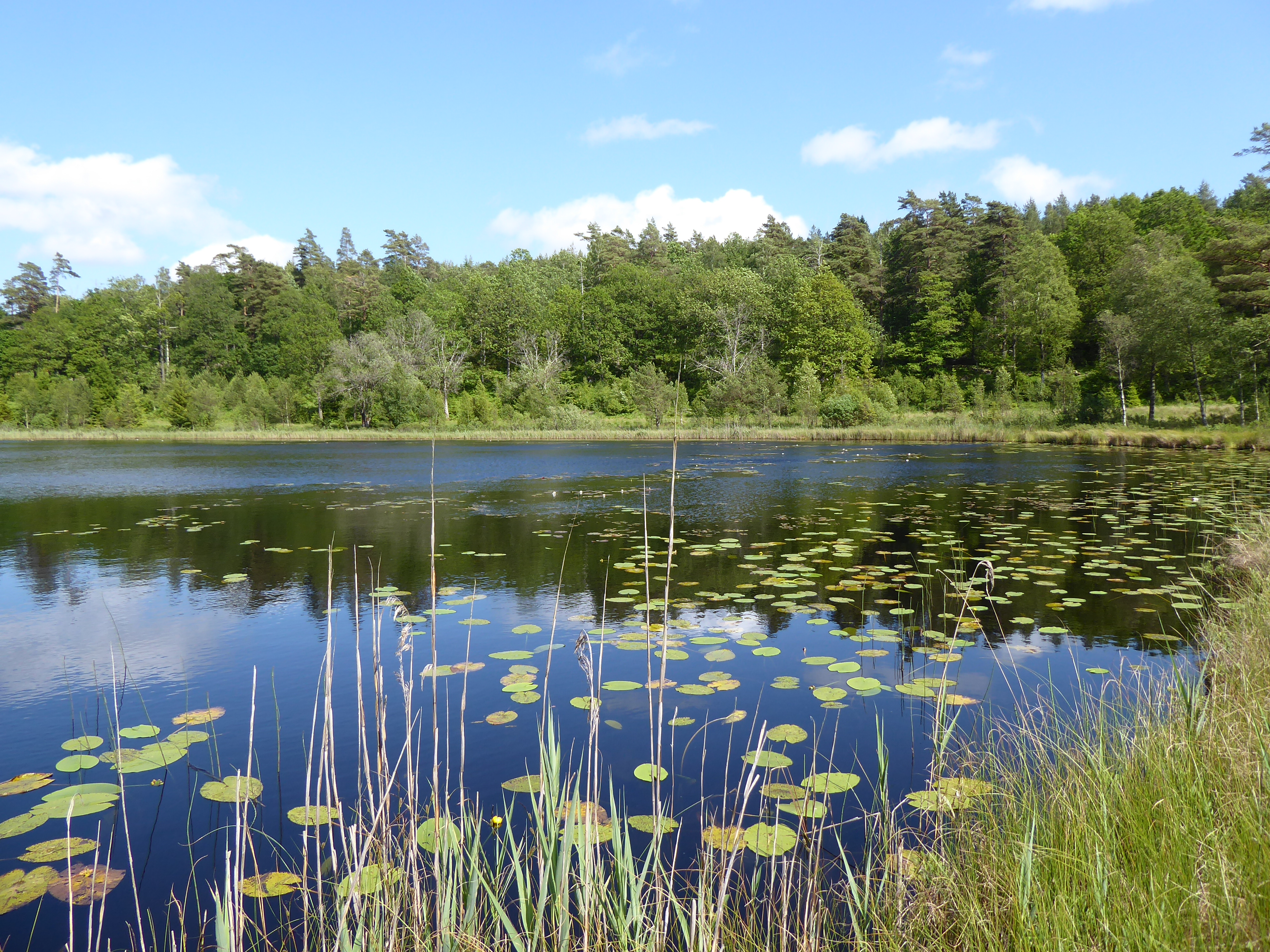
Storesjöns sydöstra del